# Brouwkamer
Bierbrouwerij de Brouwkamer is een jonge en kleinschalige brouwerij, gevestigd in Baarn, die ambachtelijk bier maakt van zelf verbouwde hop. Begonnen met het maken van illegale whiskey, groeide de brouwerij in tien jaar uit tot een bedrijf met prijswinnend bier. De Brouwkamer staat gerangschikt op de internationale lijst van brouwerijen in de categorie 'nano brewery'.

## Geschiedenis

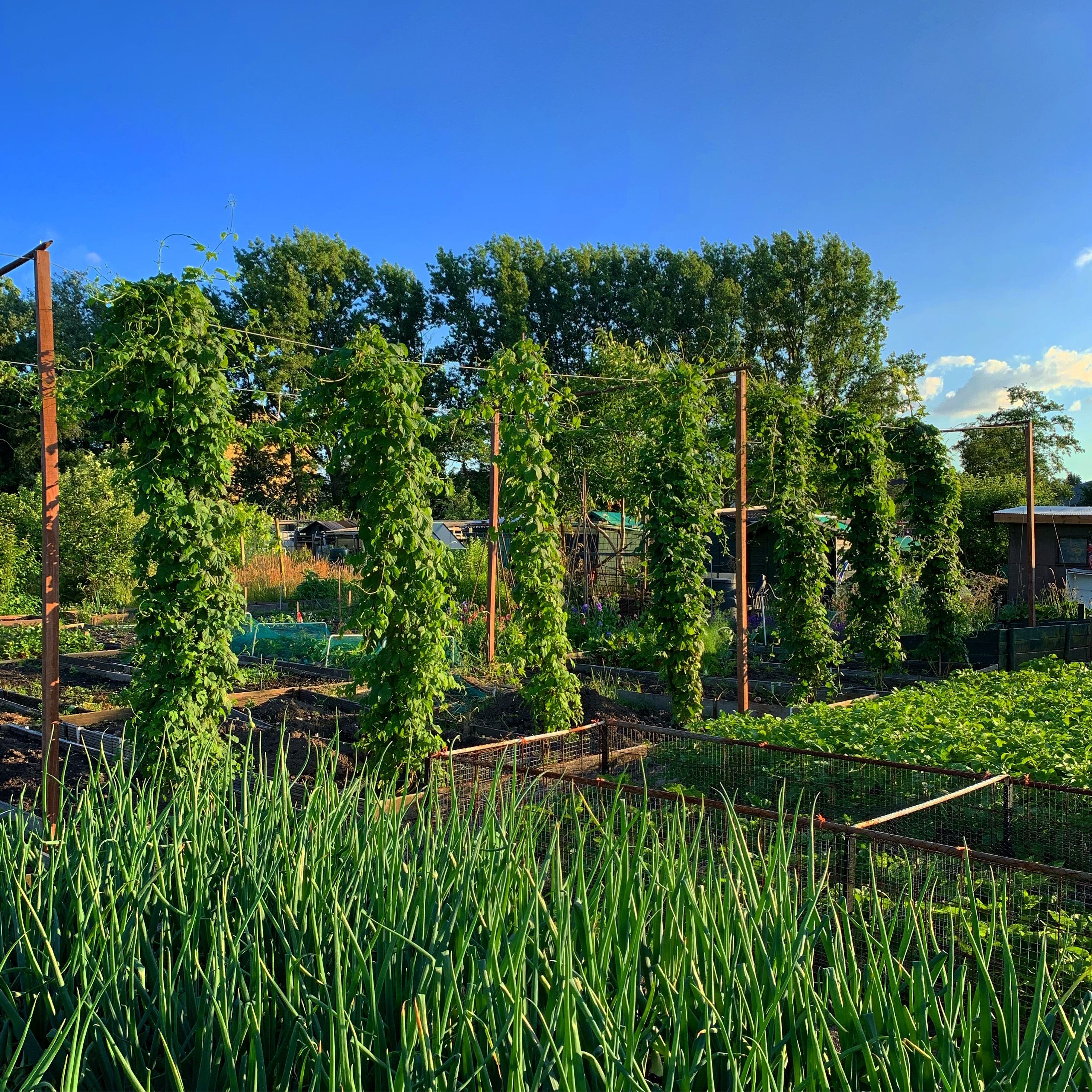
Het hopveld

De brouwerij is in 2014 als hobby gestart door Jiek Weishut en Justin Gerritse in een Baarnse keuken. Destijds werden alle ingrediënten ingekocht. In 2016 gingen zij aan de slag met het zelf verbouwen van hop en kruiden in een volkstuin. In 2019 is het bedrijf officieel geopend op het industrieterrein van Baarn en sindsdien zijn de bieren verkrijgbaar in een reeks van slijterijen en bierwinkels.
Het hopveld begon met een enkele hopstek en groeide uit tot een passie voor hopteelt. Hierna werden jonge hopplanten uit Duitsland geïmporteerd, waaronder Cascade en Bramling Cross. In 2021 stonden er twaalf hopplanten, waaronder Baarnse Hop en Centennial. In 2022 kwamen daar tien extra planten bij, wat het totaal op 22 bracht. Het bedrijf en het hopveld zijn op afspraak te bezoeken.

## Bieren
De Brouwkamer brouwt verschillende bieren: Baarns Blondje (6.5%), Brouwkamer Tripel (8%), Brouwkamer Royal Dark (7.5%) en het Saisonnetje (5%).

## Erkenning
De Brouwkamer haalde in 2021, voor het eerst met hun Saisonnetje, goud in de internationale biercompetitie, de Meiningers Craftbeer Award, die sinds 2014 in Duitsland gehouden wordt. De naam Saisonnetje is gebaseerd op het biersoort Saison, een goudblond seizoensbier, met hoge gisting. Sindsdien ontvingen het Saisonnetje en ook de andere bieren onderscheidingen op verscheidene internationale bier wedstrijden, zoals de Dutch Beer Challenge, Frankfurt International Trophy  en Concours International de Lyon. In 2025 won het Baarns Blondje een Zilveren Medaille op het Concours International de Lyon, in de categorie Abbey Trappist Blond.